# Somaliyaay toosoo
"Somàlia aixecat" o "Soomaaliyeey toosoo" és l'himne nacional de Somàlia i fou adoptat el 2000 en substitució de l'antic himne nacional compost per Giuseppe Blanc, usat entre 1960 i el 2000.
"Soomaaliyeey toosoo" és una cançó que data dels anys quaranta i fou escrita segons el govern somali per Ali Mire Awale el 1947. Altres fonts indiquen que va ser escrita per Ali Mire Awale i per Yusuf Haji als anys quaranta

## Lletra
Cors:
Soomaaliyeey toosoo
Toosoo isku tiirsada ee
Hadba kiina taagdaranee
Taageera waligiinee
Idinkaa isu tooqaayoo
Idinkaa isu taamaayee
Aadamuhu tacliin barayoo
Waddankiisa taamyeeloo
Sharcigaa isku kiin tolayoo
Luuqadaa tuwaaxid ahoo
Arligiina taaka ahoo
Kuma kala tegeysaan oo
Tiro ari ah oo dhaxalaa
Sideed laydin soo tubayoo
Ninba toban la meel marayoo
Cadowgiin idiin talin oo
Tuldo geel ah oo dhacan baad
Toogasho u badheedhanee
Ma dhulkaas dhanee tegeybaan
Ninna dhagax u tuurayn
Quaran aan hubkuu tumayo
Tooreyda dhaafayn
Oo aan taar samayn karin
Uur kutaallo weynaa
Hadba waxaan la taahaayoo
Togagga uga qaylshaa
Nin dalkiisii cadow taaboo
U tol waayey baan ahayee
Hadba waxaan laa ooyaayoo
Oo ilmadu iiga qubaneysaa
Iqtiyaar nin loo diidoo
La addoon sadaan ahayee

## Traducció del cor
Cors:
Somàlia aixecat,
Aixecat i mira al teu costat
Que sempre n'hi ha molts que necessiten ajut
Ajudals sempre